# Groningen Activiteiten Restrictie Schaal
De Groningen Activiteiten Restrictie Schaal (GARS) is een schaal om de mate van zelfredzaamheid van personen te meten. 
Er zijn in het algemeen twee activiteiten categorieën belangrijk voor het zelfstandig functioneren van personen in het dagelijkse leven. De verzorgende activiteiten en huishoudelijke activiteiten zijn van groot belang. Deze activiteiten worden ook wel aangeduid als “Algemene Dagelijkse Levensverrichtingen” (ADL) en “Huishoudelijke Dagelijkse Levensverrichtingen” (HDL).

## Geschiedenis
In het verleden werd zelfredzaamheid getest op twee losstaande schalen van de categorieën algemene dagelijkse levensverrichtingen (ADL) en huishoudelijke dagelijkse levensverrichtingen (HDL). Er was nog geen schaal waarin rekening gehouden werd met ADL en HDL samen. Bovendien waren de resultaten van deze schalen beperkt tot twee mogelijkheden: 'iemand is niet zelfstandig in staat tot een bepaalde handeling' of 'iemand is wel zelfstandig in staat tot een bepaalde handeling'.
Om zelfredzaamheid algemener en nauwkeuriger in kaart te brengen met de mogelijkheid tot meer dan twee antwoordcategorieën, heeft het Noordelijk Centrum voor Gezondheidsvraagstukken van de Rijksuniversiteit Groningen in 1987 de GARS ontwikkeld.

## Beschrijving van score
Het GARS meetinstrument bestaat uit achttien items beoordeeld op basis van vier antwoordcategorieën die betrekking hebben op ADL en HDL. Voor ieder item wordt aan een respondent gevraagd in welke mate zij deze activiteiten zelfstandig kunnen uitvoeren. Zie figuur 1 voor de antwoordmogelijkheden.
Dit meetinstrument kan zowel schriftelijk als mondeling worden afgenomen. De doelgroep is voornamelijk chronisch zieken. Met als doel: intervisie en/of evaluatie. Het meetinstrument kan binnen 5 à 10 minuten ingevuld worden.
De somscores op alle achttien items tezamen (variërend van 18 tot 72) geven weer in welke mate de respondenten problemen ondervinden bij het verrichten van activiteiten op verzorgend en huishoudelijk gebied. Hieruit kan worden afgeleid dat personen met bijvoorbeeld dezelfde somscores ook met dezelfde items, en dus met dezelfde activiteiten, problemen ondervinden en dus even zelfredzaam op verzorgend en huishoudelijk gebied zijn. Het is ook mogelijk voor ADL en HDL afzonderlijk somscores te berekenen: voor ADL bedraagt de minimum somscore 11 en de maximum somscore 44, voor HDL respectievelijk 7 en 28.
Afhankelijk van het doel van het onderzoek kunnen de resultaten op vier manieren worden geïnterpreteerd. 
 Wanneer je kijkt naar de vier antwoordmogelijkheden in figuur 1, kan er bij het onderzoek ook een antwoordmogelijkheid weggelaten worden. Dit gaat als volgt:
- GARS: met vier variabelen als antwoordmogelijkheden.
- GARS-2: De eerste 3 variabelen (ja, geheel zelfstandig/ja, met een beetje moeite/ja, met veel moeite) worden samengenomen als ja, in staat om uit te voeren en de vierde variabele: Nee, niet in staat uit te voeren worden vergeleken. (zwart/wit, ja of nee)
- GARS-3: De tweede en derde variabelen worden samengenomen tot ja, met moeite in staat om uit te voeren. Waardoor er in totaal drie variabelen zijn om te vergelijken.
- GARS-4: De vierde variabele (nee, niet in staat om uit te voeren) wordt buiten beschouwing gelaten. Dit wordt gebruikt wanneer er weinig problemen verwacht worden in de mate van zelfstandig handelen.

## Kwaliteit van leven
De GARS is ook een vragenlijst om het fysieke domein van kwaliteit van leven te meten. De mate waarin iemand in staat is goed voor zichzelf te zorgen heeft een grote invloed op hoe iemand zijn of haar kwaliteit van leven ervaart. In tegenstelling tot de drie andere meetinstrumenten van het fysiek domein, is de GARS het meest overkoepelende instrument die de mate van zelfzorg meet. Wanneer de GARS niet of onjuist wordt toegepast op iemand die hulp bij ADL en/of HDL nodig heeft, kan er te weinig of te veel zorg geleverd worden. Met als gevolg dat iemands algeheel welbevinden achteruit kan gaan.

## Verschil met andere meetinstrumenten
De multidimensionale vermoeidheidsvragenlijst (MVI-20) meet specifieke activiteiten van het welbevinden, zoals vermoeidheid. 
De Sleep Quality Scale (SQS) is een meetinstrument om de kwaliteit van slaap te meten. Dit meetinstrument bestaat uit zes domeinen: de symptomen overdag, het herstel na de slaap, problemen met het initiëren en onderhouden van de slaap, moeite met wakker worden en de slaap tevredenheid.
De McGill Pain Questionnaire (MPQ) is een vragenlijst om de verschillende kwaliteiten van persoonlijke ervaring van pijn te meten. De inhoud van de vragenlijst is verdeeld in drie klassen die de sensorische, affectieve en evaluatieve aspecten van pijn beschrijven. Deze worden gemeten met een 5-punts pijnintensiteitsschaal.